# IC 4484
IC 4484 — галактика типу Sc (компактна спіральна галактика) у сузір'ї Райський Птах.
Цей об'єкт міститься в оригінальній редакції індексного каталогу.